# Olympische Winterspiele 2022/Freestyle-Skiing – Skicross (Männer)
Der Skicross-Rennen der Männer bei den Olympischen Winterspielen 2022 wurde am 18. Februar im Genting Skiresort ausgetragen.

## Ergebnisse

### Platzierungsrunde
18. Februar, 11:45 Uhr (Ortszeit), 4:45 Uhr (MEZ)
| Rang | Athlet                | Nation             | Zeit (min) | Rückstand (s) |
| ---- | --------------------- | ------------------ | ---------- | ------------- |
| 1    | Alex Fiva             | Schweiz            | 1:11,94    |               |
| 2    | Igor Omelin           | ROC                | 1:12,28    | +0,34         |
| 3    | Ryo Sugai             | Japan              | 1:12,29    | +0,35         |
| 4    | Brady Leman           | Kanada             | 1:12,30    | +0,36         |
| 5    | Reece Howden          | Kanada             | 1:12,37    | +0,43         |
| 6    | Jared Schmidt         | Kanada             | 1:12,39    | +0,45         |
| 7    | Ryan Regez            | Schweiz            | 1:12,44    | +0,50         |
| 8    | Simone Deromedis      | Italien            | 1:12,48    | +0,54         |
| 9    | Bastien Midol         | Frankreich         | 1:12,55    | +0,61         |
| 10   | Johannes Rohrweck     | Österreich         | 1:12,71    | +0,77         |
| 11   | François Place        | Frankreich         | 1:12,83    | +0,89         |
| 12   | Terence Tchiknavorian | Frankreich         | 1:12,85    | +0,91         |
| 13   | David Mobärg          | Schweden           | 1:12,97    | +1,03         |
| 14   | Erik Mobärg           | Schweden           | 1:13,01    | +1,07         |
| 15   | Kevin Drury           | Kanada             | 1:13,11    | +1,17         |
| 16   | Jean-Frédéric Chapuis | Frankreich         | 1:13,20    | +1,26         |
| 17   | Daniel Bohnacker      | Deutschland        | 1:13,21    | +1,27         |
| 18   | Florian Wilmsmann     | Deutschland        | 1:13,22    | +1,28         |
| 19   | Tristan Takats        | Österreich         | 1:13,29    | +1,35         |
| 20   | Kirill Syssojew       | ROC                | 1:13,36    | +1,42         |
| 21   | Joos Berry            | Schweiz            | 1:13,43    | +1,49         |
| 22   | Satoshi Furuno        | Japan              | 1:13,46    | +1,52         |
| 23   | Viktor Andersson      | Schweden           | 1:13,49    | +1,55         |
| 24   | Tyler Wallasch        | Vereinigte Staaten | 1:13,55    | +1,61         |
| 25   | Adam Kappacher        | Österreich         | 1:13,58    | +1,64         |
| 26   | Tobias Müller         | Deutschland        | 1:13,64    | +1,70         |
| 27   | Romain Détraz         | Schweiz            | 1:13,69    | +1,75         |
| 28   | Elliott Baralo        | Schweden           | 1:13,82    | +1,88         |
| 29   | Sergei Ridsik         | ROC                | 1:13,95    | +2,01         |
| 30   | Robert Winkler        | Österreich         | 1:14,05    | +2,11         |
| 31   | Oliver Davies         | Großbritannien     | 1:14,84    | +2,90         |
| 32   | Niklas Bachsleitner   | Deutschland        | 1:17,53    | +5,59         |

### Achtelfinale
18. Februar, 14:00 Uhr (Ortszeit), 7:00 Uhr (MEZ)

#### Lauf 1
| Rang | Athlet                | Nation      | Anm. |
| ---- | --------------------- | ----------- | ---- |
| 1    | Alex Fiva             | Schweiz     | Q    |
| 2    | Daniel Bohnacker      | Deutschland | Q    |
| 3    | Jean-Frédéric Chapuis | Frankreich  |      |
| 4    | Niklas Bachsleitner   | Deutschland |      |

#### Lauf 2
| Rang | Athlet           | Nation             | Anm. |
| ---- | ---------------- | ------------------ | ---- |
| 1    | Simone Deromedis | Italien            | Q    |
| 2    | Bastien Midol    | Frankreich         | Q    |
| 3    | Adam Kappacher   | Österreich         |      |
| 4    | Tyler Wallasch   | Vereinigte Staaten |      |

#### Lauf 3
| Rang | Athlet                | Nation     | Anm. |
| ---- | --------------------- | ---------- | ---- |
| 1    | Reece Howden          | Kanada     | Q    |
| 2    | Joos Berry            | Schweiz    | Q    |
| 3    | Terence Tchiknavorian | Frankreich |      |
| 4    | Elliott Baralo        | Schweden   |      |

#### Lauf 4
| Rang | Athlet          | Nation   | Anm. |
| ---- | --------------- | -------- | ---- |
| 1    | Sergei Ridsik   | ROC      | Q    |
| 2    | Brady Leman     | Kanada   | Q    |
| 3    | David Mobärg    | Schweden |      |
| 4    | Kirill Syssojew | ROC      |      |

#### Lauf 5
| Rang | Athlet         | Nation     | Anm. |
| ---- | -------------- | ---------- | ---- |
| 1    | Erik Mobärg    | Schweden   | Q    |
| 2    | Tristan Takats | Österreich | Q    |
| 3    | Ryo Sugai      | Japan      |      |
| 4    | Robert Winkler | Österreich |      |

#### Lauf 6
| Rang | Athlet         | Nation     | Anm. |
| ---- | -------------- | ---------- | ---- |
| 1    | François Place | Frankreich | Q    |
| 2    | Jared Schmidt  | Kanada     | Q    |
| 3    | Romain Détraz  | Schweiz    |      |
| 4    | Satoshi Furuno | Japan      |      |

#### Lauf 7
| Rang | Athlet            | Nation      | Anm. |
| ---- | ----------------- | ----------- | ---- |
| 1    | Ryan Regez        | Schweiz     | Q    |
| 2    | Johannes Rohrweck | Österreich  | Q    |
| 3    | Tobias Müller     | Deutschland |      |
| 4    | Viktor Andersson  | Schweden    |      |

#### Lauf 8
| Rang | Athlet            | Nation         | Anm. |
| ---- | ----------------- | -------------- | ---- |
| 1    | Igor Omelin       | ROC            | Q    |
| 2    | Kevin Drury       | Kanada         | Q    |
| 3    | Florian Wilmsmann | Deutschland    |      |
| 4    | Oliver Davies     | Großbritannien |      |

### Viertelfinale
18. Februar, 14:35 Uhr (Ortszeit), 7:35 Uhr (MEZ)

#### Lauf 1
| Rang | Athlet           | Nation      | Anm. |
| ---- | ---------------- | ----------- | ---- |
| 1    | Alex Fiva        | Schweiz     | Q    |
| 2    | Simone Deromedis | Italien     | Q    |
| 3    | Bastien Midol    | Frankreich  |      |
| 4    | Daniel Bohnacker | Deutschland |      |

#### Lauf 2
| Rang | Athlet        | Nation  | Anm. |
| ---- | ------------- | ------- | ---- |
| 1    | Sergei Ridsik | ROC     | Q    |
| 2    | Brady Leman   | Kanada  | Q    |
| 3    | Reece Howden  | Kanada  |      |
| 4    | Joos Berry    | Schweiz |      |

#### Lauf 3
| Rang | Athlet         | Nation     | Anm. |
| ---- | -------------- | ---------- | ---- |
| 1    | Erik Mobärg    | Schweden   | Q    |
| 2    | François Place | Frankreich | Q    |
| 3    | Jared Schmidt  | Kanada     |      |
| 4    | Tristan Takats | Österreich |      |

#### Lauf 4
| Rang | Athlet            | Nation     | Anm. |
| ---- | ----------------- | ---------- | ---- |
| 1    | Ryan Regez        | Schweiz    | Q    |
| 2    | Johannes Rohrweck | Österreich | Q    |
| 3    | Kevin Drury       | Kanada     |      |
| 4    | Igor Omelin       | ROC        |      |

### Halbfinale
18. Februar, 14:54 Uhr (Ortszeit), 7:54 Uhr (MEZ)

#### Lauf 1
| Rang | Athlet           | Nation  | Anm.                         |
| ---- | ---------------- | ------- | ---------------------------- |
| 1    | Alex Fiva        | Schweiz | Qualifikation Finale         |
| 2    | Sergei Ridsik    | ROC     | Qualifikation Finale         |
| 3    | Simone Deromedis | Italien | Qualifikation Kleines Finale |
| 4    | Brady Leman      | Kanada  | Qualifikation Kleines Finale |

#### Lauf 2
| Rang | Athlet            | Nation     | Anm.                         |
| ---- | ----------------- | ---------- | ---------------------------- |
| 1    | Erik Mobärg       | Schweden   | Qualifikation Finale         |
| 2    | Ryan Regez        | Schweiz    | Qualifikation Finale         |
| 3    | Johannes Rohrweck | Österreich | Qualifikation Kleines Finale |
| 4    | François Place    | Frankreich | Qualifikation Kleines Finale |

### Kleines Finale
18. Februar, 15:10 Uhr (Ortszeit), 8:10 Uhr (MEZ)
| Rang | Athlet            | Nation     | Anm. |
| ---- | ----------------- | ---------- | ---- |
| 5    | Simone Deromedis  | Italien    |      |
| 6    | Brady Leman       | Kanada     |      |
| 7    | Johannes Rohrweck | Österreich |      |
| 8    | François Place    | Frankreich |      |

### Finale
18. Februar, im Anschluss an das kleine Finale
| Rang | Athlet        | Nation   | Anm. |
| ---- | ------------- | -------- | ---- |
| 1    | Ryan Regez    | Schweiz  |      |
| 2    | Alex Fiva     | Schweiz  |      |
| 3    | Sergei Ridsik | ROC      |      |
| 4    | Erik Mobärg   | Schweden |      |